# علم المحيطات القديمة
علم المحيطات القديمة هو العلم الذي يدرس تاريخ المحيطات في الماضي الجيولوجي من حيث الكيمياء، علم الأحياء، الجيولوجيا وأنماط الترسيب والإنتاجية البيولوجية. تستخدم دراسات المحيطات القديمة نماذج بيئية ووكلاء مختلفين تسمح للمجتمع العلمي بتقييم دور العمليات المحيطية في المناخ العالمي عبر إعادة إنشاء مناخ الماضي بمجالات مختلفة. بحوث علم المحيطات ذات صلة وثيقة بعلم المناخ القديم.